# 诸神渴了
《诸神渴了》（法語：Les dieux ont soif）是法国小说家法郎士的代表作，1912年出版。背景设定在法国大革命时期。

## 寫作背景
为了写好这本书，法朗士收集了丰富的历史资料，甚至精确地记录了大革命时期每天的天气情况。为了使作品显得严肃和庄重，他还放弃了惯用的讽刺笔法。其写作目的是为了“表明人类尚未完美到以道德的名义来实行裁判的程度，他们应该把宽容和仁慈作为自己的准则”。这是他对当时道德沦丧的资本主义社会长期观察的结果，表达了他希望人类实现博爱的善良心愿。法朗士认为人类“恶”的本性不可改变，书中写法官雷诺丹利用朱丽亚的不幸来满足自己的兽欲，加默兰出于嫉妒把想象的情敌送上断头台的情节便是证明。

## 故事簡介
小说刻畫了法国大革命前后动荡不安的社会生活。1793年，法国四面受敌，形势十分危急，投机商们囤积居奇，人民生活极为困苦。青年画家埃伐利斯特·加默兰是个热心的爱国者，但是为了赡养母亲而不能从军。他不时画些小作品卖给投机商让·勃兰兹，逐渐和勃兰兹的女儿艾洛蒂相爱了，然而由于社会地位的悬殊，他们只能悄悄地幽会。里通外国的检察官寡妇罗斯莫尔夫人对加默兰颇有好感，为了在法庭里安插亲信，设法让他当上了革命法庭的陪审员。加默兰为人仁慈，崇拜马拉，不轻易判人死刑。但在马拉被暗杀之后，形势急剧恶化，法庭处死的人愈来愈多，加默兰也变得愈来愈残酷，以至于被母亲和妹妹看成“魔鬼”。他的妹夫是移民，在被当做反动分子送上法庭的时候，他冷若冰霜地拒绝了妹妹朱丽亚的求情。他甚至还坚持把一个无辜的年轻人送上断头台，因为他怀疑这个人是艾洛蒂的情人。他虽然“夜里二十次被噩梦惊醒”，却仍然认为自己是在保卫共和国的利益，因为他认定只有“神圣的断头台”才能“拯救祖国”。最后雅各宾派失败，加默兰自杀未遂，和罗伯斯比尔一起死在断头台上。艾洛蒂把他赠送的刻有马拉头像的戒指扔进火炉，投入了别人的怀抱。